# Roger Gibbs

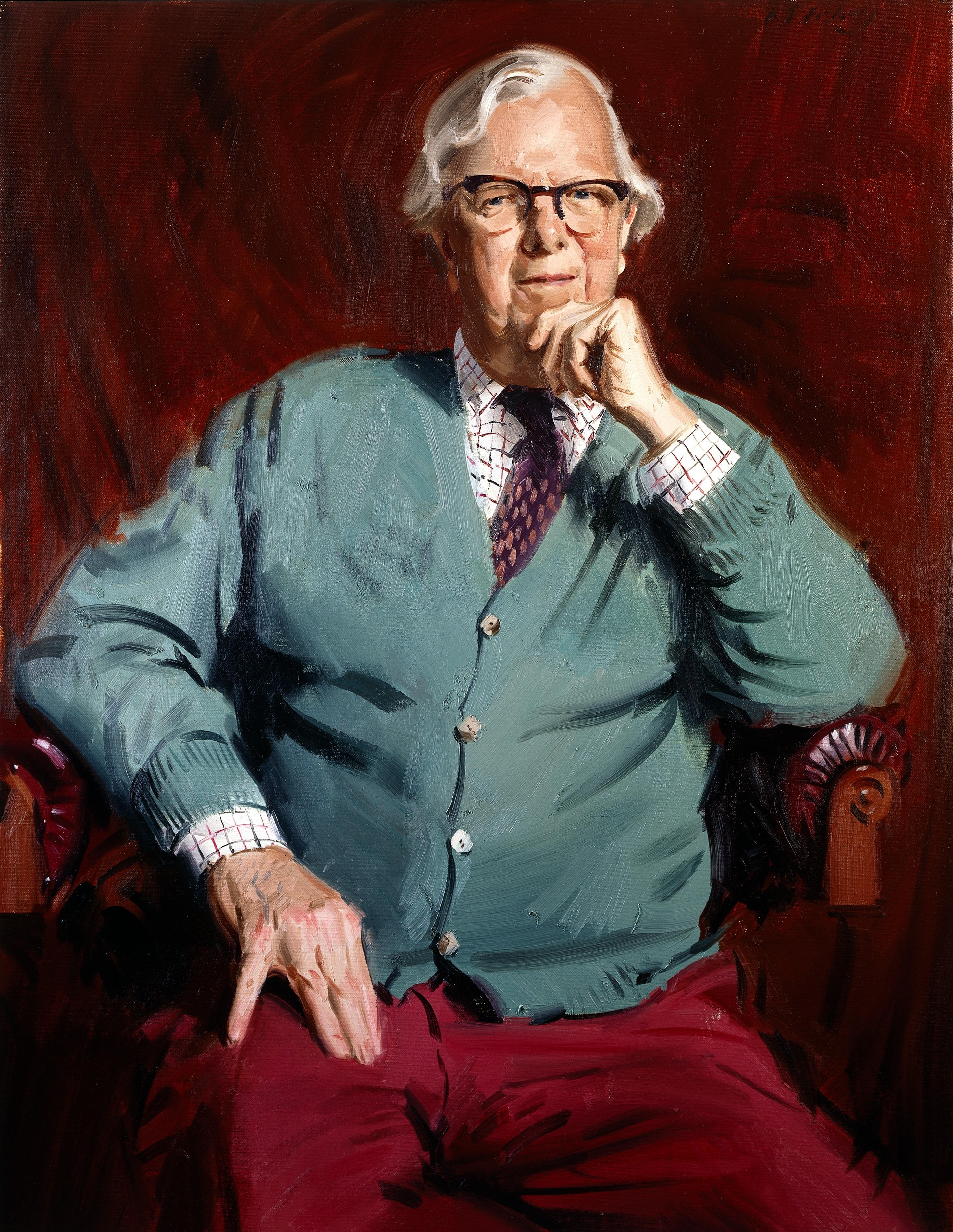
Roger Gibbs, Ölgemälde von Andrew Festing (2000)

Sir Roger Geoffrey Gibbs (* 13. Oktober 1934 in Howell, Sherborne; † 3. Oktober 2018 in London) war ein britischer Finanzier und Philanthrop.

## Werdegang
Roger Gibbs studierte am Eton College in Berkshire und am Millfield, Somerset. Nach einer Karriere als Börsenmakler wurde er Vorsitzender der Gerrard and National Discount Co Ltd., war für das Multi-Family-Office Stonehage Fleming tätig und saß im Aufsichtsrat vom Arsenal Football Club.

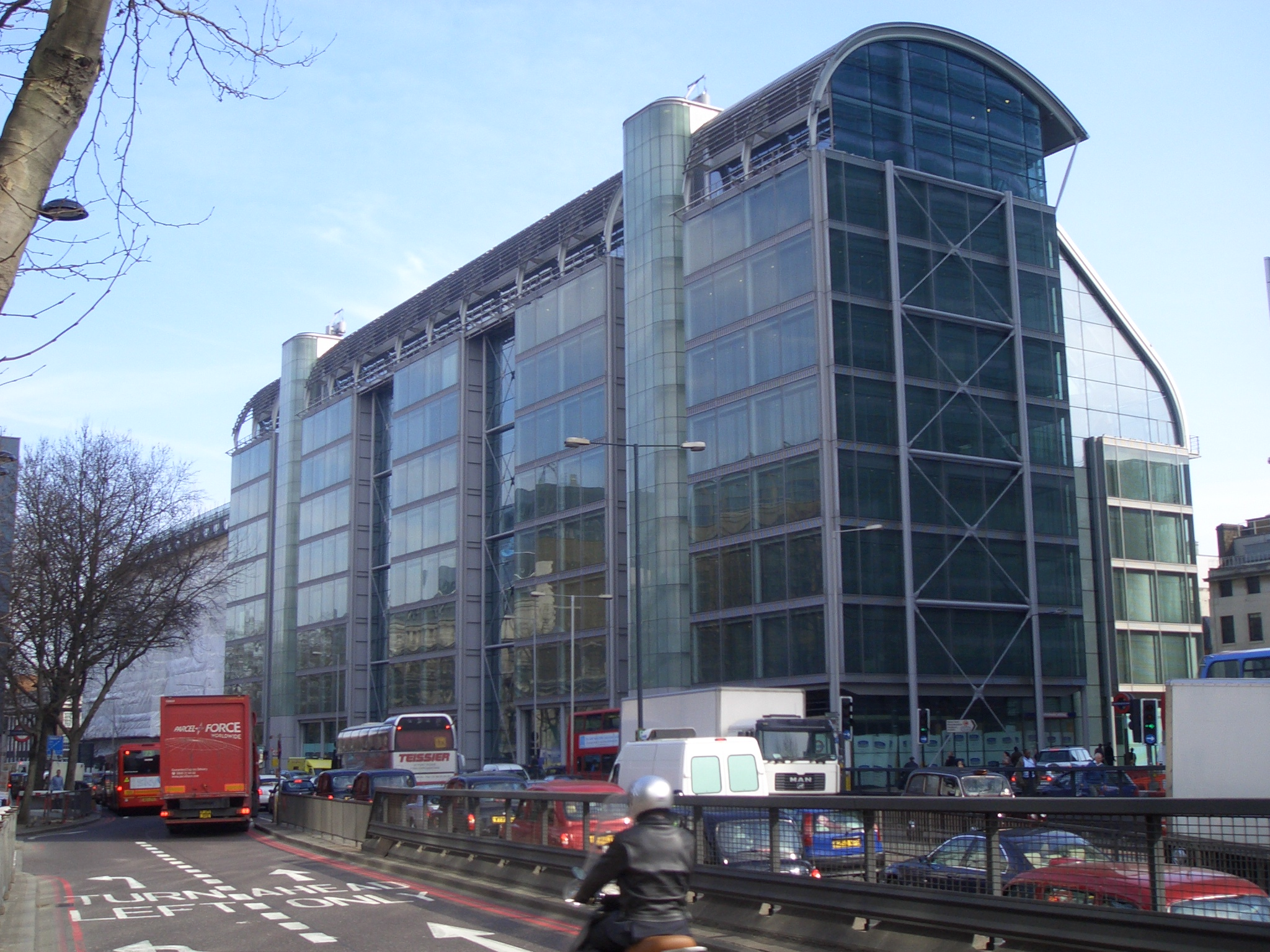
Gibbs Building, Verwaltungssitz des Wellcome Trust in der Londoner Euston Road (2005)

Nach ihm benannt worden ist das Gibbs Building im Stadtbezirk London Borough of Camden, das Verwaltungsgebäude des Wellcome Trust, dessen Verwaltungsratsvorsitzender Gibbs von 1983 bis 1999 war.

## Privates
Gibbs war der vierte Sohn von Sir Geoffrey Gibbs, KCMG, und  Lady Gibbs, CBE. Sein jüngerer Bruder war der Antiquitätenhändler und Kunstsammler Christopher Gibbs. Er war seit 2005 verheiratet und verstarb im Alter von 83 Jahren.